# Lóránt Oláh
Lóránt Oláh (ur. 23 listopada 1979 w Sencie) – węgierski piłkarz, występujący na pozycji napastnika.